# Motor Sport
Motor Sport è una rivista mensile britannica di automobilismo fondata nel 1924 come Brooklands Gazette. Per la maggior parte della sua storia (1936-91), il direttore fu Bill Boddy.
Il periodico subì una ristrutturazione nel marzo del 1997, quando Haymarket subentrò come editore. Fu cambiato il rilievo agli articoli che si occupavano della storia dell'automobilismo e delle corse. Oggi continua ad essere una delle testate principali che si occupa degli aspetti storici e moderni delle competizioni.